# La alcahueta (Dirck van Baburen)
La alcahueta o La procuradora es el nombre dado a cierto número de pinturas similares del pintor de la Edad de Oro holandesa Dirck van Baburen. La pintura es del estilo caravagista de la escuela de Utrecht.

## Descripción
La pintura muestra tres figuras, una prostituta a la izquierda, el cliente en el medio y la alcahueta a la derecha señalando su palma solicitando el pago. El cliente sostiene una moneda entre los dedos mientras sonríe y pone su brazo alrededor de la prostituta, que le devuelve la sonrisa mientras toca un laúd. La pintura es un ejemplo del género popular conocido como Bordeeltjes, o escenas de burdel (en relación con el género de escenas denominadas "alegre compañía"). Las figuras de medio cuerpo en un plano cercano contra un fondo neutro claro es propio del Caravagismo de Utrecht.
Hay al menos tres versiones de la pintura. Las versiones en el Rijksmuseum en Ámsterdam y el Museo de Bellas Artes de Boston se atribuyen a Dirck van Baburen o su taller. Una copia de la pintura perteneció a Maria Thins, suegra de Johannes Vermeer, que reprodujo la obra al fondo de al menos dos de sus propias pinturas. Una copia propiedad del Instituto de Arte Courtauld en Londres ha sido identificada como trabajo del falsificador Han van Meegeren. Esto apareció en el tercer episodio de la serie de televisión de la BBC, Fake or Fortune?.

## Vermeer

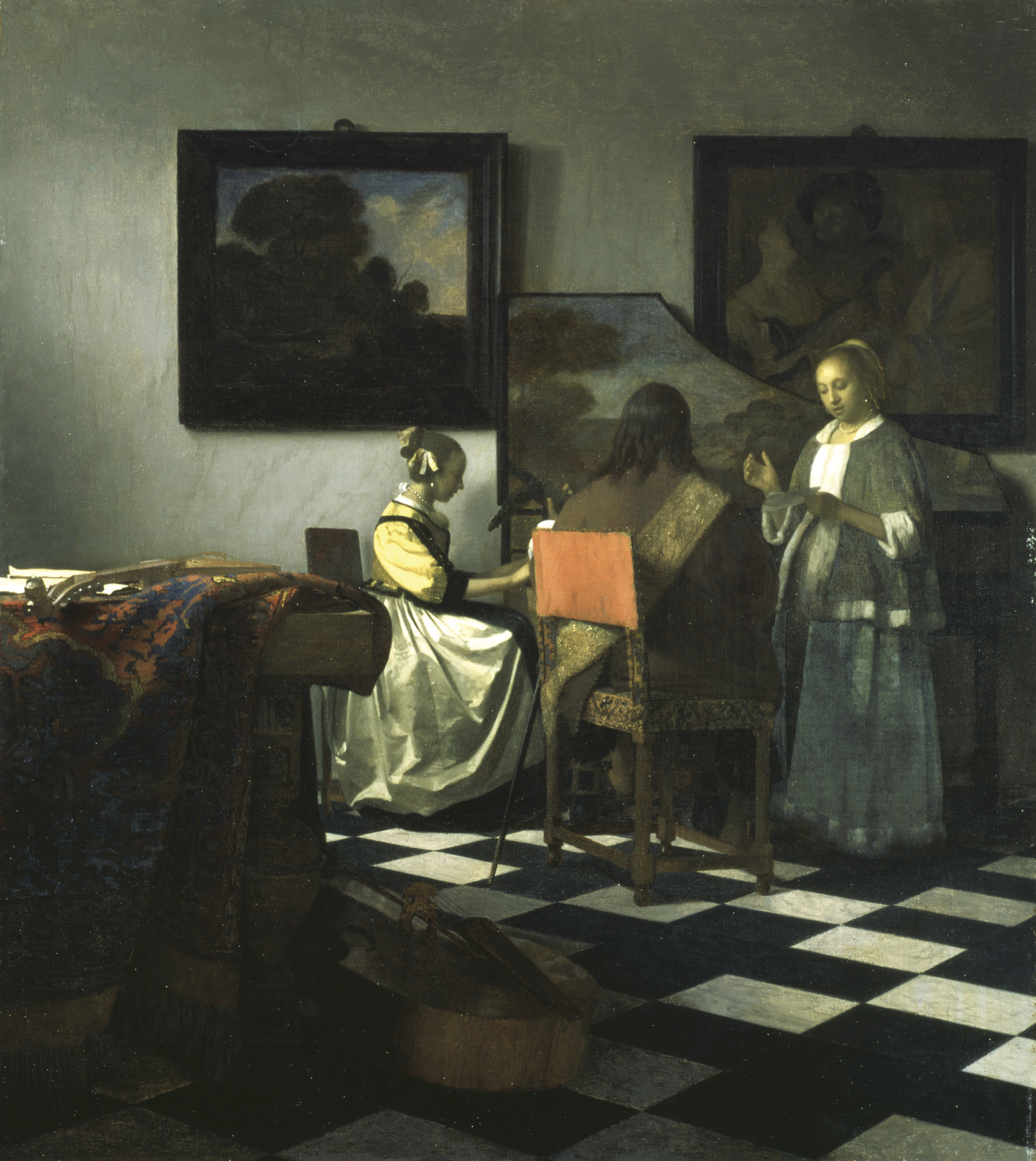
El concierto de Vermeer, donde La alcahueta cuelga en la pared arriba a la derecha.

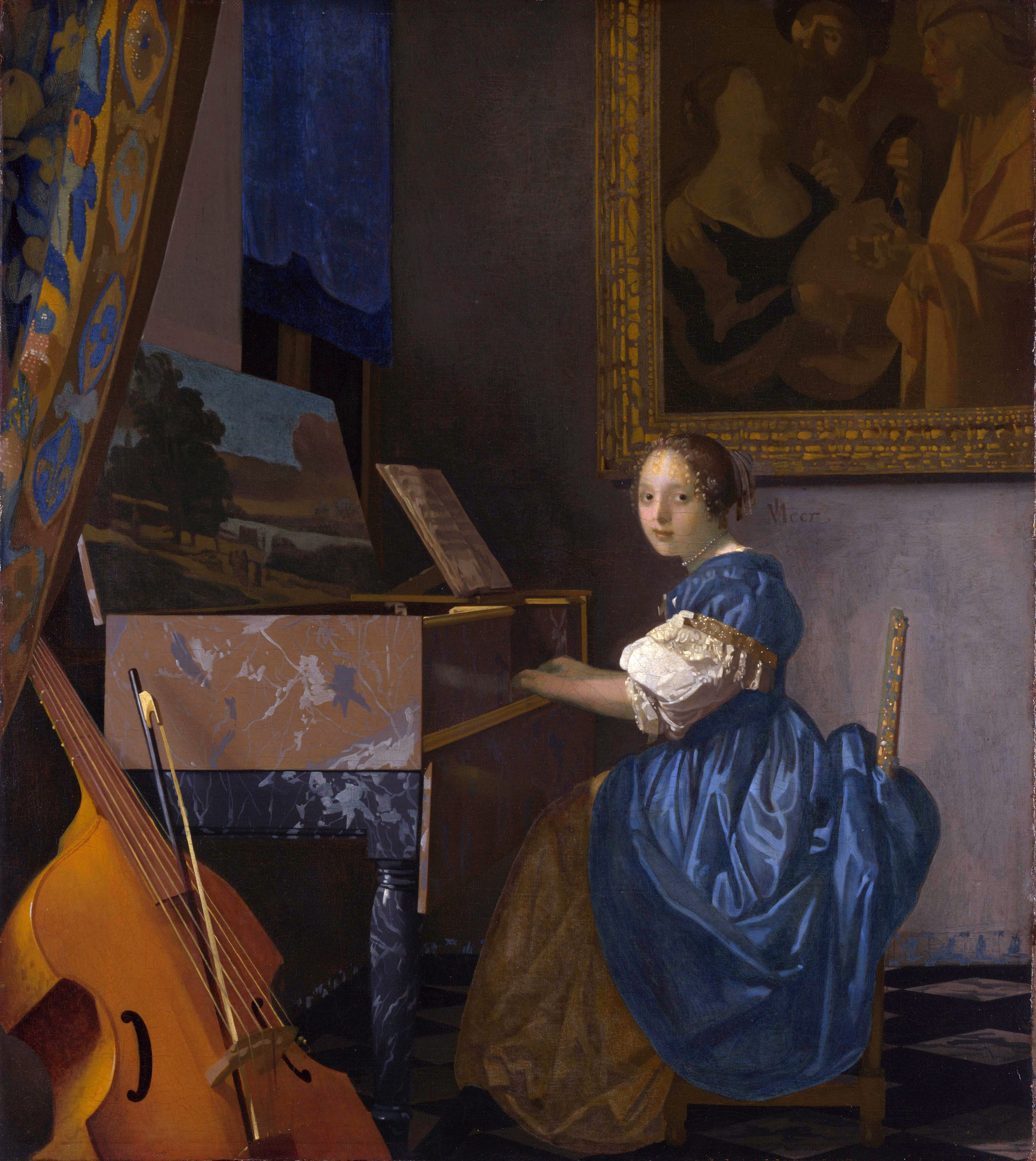
Mujer sentada tocando la espineta de Vermeer, en que La alcahueta cuelga en la pared detrás de la figura.

Uno de estas pinturas perteneció a la suegra de Johannes Vermeer, y puede haber sido la inspiración para una de sus primeras pinturas de tema similar, también conocido como La alcahueta (1656). También aparece en el fondo de dos pinturas de Vermeer posteriores, El concierto (c.1664) y Mujer sentada tocando la espineta (c.1670). En estas pinturas más tardías la lujuria descarada descrita por Baburen contrasta con el ambiente refinado, pero de matices voluptuosos, de clase media-alta ocupado por las mujeres de Vermeer. El contraste entre las imágenes también puede implicar "una asociación más general entre música y amor". Vermeer enfatiza el contraste entre su propio estilo delicado y sobrio y el realismo vulgar de Baburen. Según Michael Wayne Cole y Mary Pardo esto representa el propio alejamiento de Vermeer de tales temas de la baja vida. El estilo más antiguo y más crudo de Baburen es relegado al fondo, "eclipsándolo con el tipo más moderno de tema refinado que Vermeer pronto pintaría exclusivamente".

## La versión del Instituto Courtauld

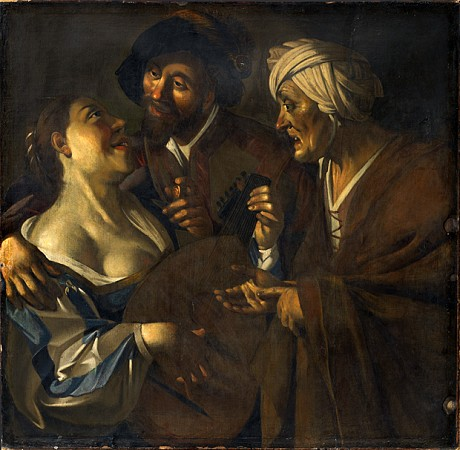
La copia en el instituto Courtauld, que se cree es una falsificación de van Meegeren.

En 1960, Geoffrey Webb presentó una versión de la pintura al Instituto Courtauld. Al final de la Segunda Guerra Mundial, había sido un oficial aliado en Europa que investigaba obras de arte saqueadas por los nazis. Creía que era una falsificación pintada por Han van Meegeren, y lo presentó como tal al Courtauld. En su defensa, van Meegeren reclamó que la pintura había sido comprada en una tienda de antigüedades por su mujer. Aunque inicialmente la pintura se creyó una falsificación, su autenticidad siguió siendo polémica, y en 2009 un estudio científico indicó que la pintura probablemente pudiera ser genuina, cuando ningún pigmento moderno fue encontrado. Un portavoz de la galería declaró que estaban "sorprendidos" por los resultados, pero que la evidencia indicaba que "probablemente era una pintura del siglo XVII".
Después de esto, el programa de televisión de la BBC Fake or Fortune? llevó a cabo una investigación adicional. La película resultante fue mostrada en julio de 2011. Philip Molde y Fiona Bruce viajaron a Ámsterdam donde obtuvieron muestras de las pinturas utilizadas por van Meegeren. Estas incluían una resina artificial que resultó ser baquelita. El uso de la baquelita tenía el efecto de endurecer la pintura haciendo así difícil detectar que era nueva. El análisis químico descubrió baquelita en la pintura del Courtauld, confirmando que era una falsificación moderna. Van Meegeren es el único falsificador conocido en utilizar esta técnica, así que la pintura fue atribuida a él. Probablemente lo pretendía utilizar como accesorio en las falsificaciones de Vermeer. Irónicamente, es ahora más valioso como falsificación de van Meegeren que como una copia de taller del siglo XVII.